# Anto Grgić
Anto Grgić (* 28. November 1996 in Schlieren) ist ein kroatisch-schweizerischer Fussballspieler, der seit dem Juli 2023 beim FC Lugano unter Vertrag steht.

## Karriere

### Im Verein
In der Jugend wechselte Grgić 2009 vom Grasshopper Club Zürich zum FC Zürich. Am 2. August 2015 gab er mit dem FCZ gegen die Grasshoppers sein Debüt in der Super League. Gegen den FC Lugano erzielte Grgić am 22. November 2015 sein erstes Tor in der höchsten Fußball-Spielklasse der Schweiz. Im Endspiel des Schweizer Cup 2015/16 wurde er in der 20. Spielminute eingewechselt und am Ende zusammen mit dem FC Zürich Schweizer Pokalsieger.
Am 13. Juli 2016 wechselte Anto Grgić zum VfB Stuttgart und unterzeichnete bei den Schwaben einen bis Ende Juni 2020 datierten Vertrag. Sein Zweitliga-Debüt gab er am 26. August 2016 gegen den SV Sandhausen, in der Bundesliga debütierte der Schweizer am 29. Oktober 2017 gegen den SC Freiburg, als er in der 84. Minute für Dženis Burnić eingewechselt wurde.
Nachdem Grgić im weiteren Verlauf der Hinrunde zu keinem weiteren Einsatz gekommen war, wechselte er am 11. Januar 2018 bis zum 30. Juni 2019 auf Leihbasis zum Schweizer Erstligisten FC Sion. Bis zum Ende der Saison 2017/18 kam er 14-mal in der Super League zum Einsatz und erzielte ein Tor. In der Saison 2018/19 folgten 20 Ligaeinsätze, in denen er 4 Tore erzielte. Zur Saison 2019/20 erwarb der FC Sion schliesslich die Transferrechte an Grgić und stattete ihn mit einem Vertrag mit einer Laufzeit bis zum 30. Juni 2022 aus.
Im Sommer 2023 wechselte er zum FC Lugano.

### Nationalmannschaft
Grgić war für alle Juniorenauswahlen der Schweiz aktiv. Mit der Schweizer U-17-Nationalmannschaft nahm er an der U-17-Europameisterschaft 2013 teil.